# Bryndumdam
Bryndumdam er en bebyggelse og et ejerlav i Bryndum Sogn, og det ligger sydøst for selve Bryndum i 6715 Esbjerg N.
Stednavnet "Bryndumdam" kan dateres tilbage til 1664, og skulle efter sigende refererer til at der engang har ligget en lille sø i bebyggelsen. Fra 1737 til 1756 boede herredsfogeden for Skast Herred her. Det vides ikke hvornår bebyggelsen er blevet udskiftet, men i dag består den mestendels af spredtliggende gårde, samt en kolonihaveforening. 